# Wilhelm Holderied

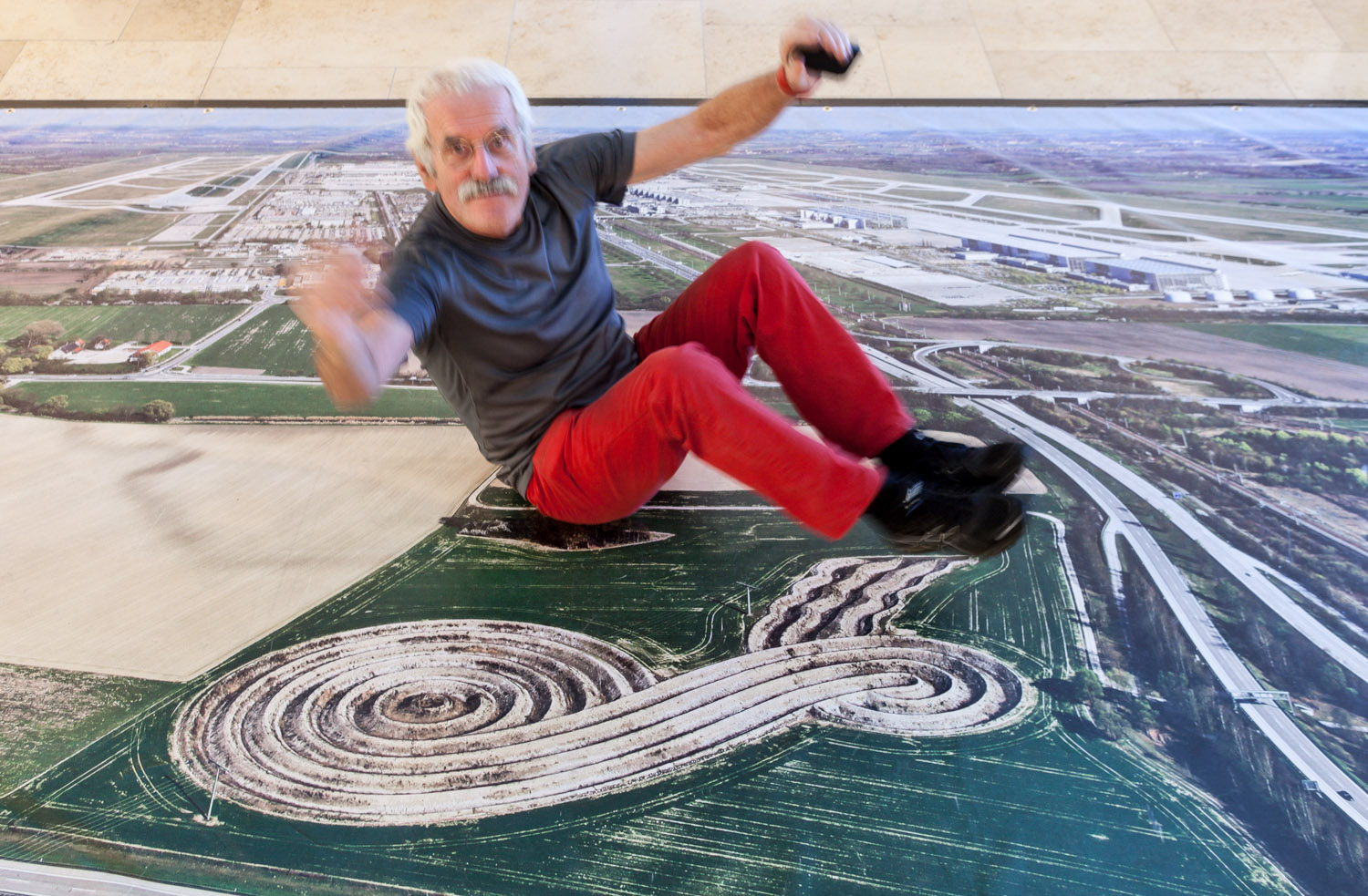
Porträt von Wilhelm Holderied

Wilhelm L. Holderied (* 11. April 1940 in Kaufbeuren) ist ein deutscher Maler und Bildhauer. Bekannt wurde er vor allem durch das Land-Art-Kunstwerk am Münchner Flughafen, das Erdzeichen „Eine Insel für die Zeit“.

## Leben
Bereits im Kindesalter war Holderied, geprägt vom Zweiten Weltkrieg, vom Fliegen fasziniert, was sich während seiner Jugend mit seinem Interesse an der Raumfahrt festigte. Seine Reisen führten ihn später nach Griechenland, Kamerun, Ecuador, Spanien und Mexiko, welches er am häufigsten auf der Suche nach seinen Wurzeln besuchte. 1965 begann er sein Kunststudium an der Akademie der bildenden Künste in München, die er bei Josef Oberberger als dessen Meisterschüler 1971 abschloss. Holderied arbeitete zunächst als Maler in der zweidimensionalen Bilderebene, später dann in der dreidimensionalen Ebene mit Objektkästen, in denen er alltägliche Fundstücke zu zivilisationskritischen Ikonen versammelte. Später arbeitete er vorwiegend in Skulptur- und Land-Art-Projekten, unter denen das vielleicht bekannteste das zwölf Hektar große Erdzeichen „Eine Insel für die Zeit“ am neuen Flughafen München ist (in Zusammenarbeit mit Karl Schlamminger).
Holderied beschäftigte sich mit Zeichen und Spuren, mit Gewichten und Schatten und Masken, aus denen skulpturale Wegzeichen entstehen – Erdzeichen, Mondzeichen, Wasserzeichen, Steinzeichen. Seine Werke handeln überwiegend von derartigen Symbolen, da er in ihnen eine tiefere Wirkung für die Menschheit sieht und sie deshalb als bildhaftes Ausdrucksmittel wählt.
Holderied lebt und arbeitet in München und Geretsried. Er ist seit dem Jahr 2000 mit der Architektin Ruth Bölle verheiratet.

## Ausstellungen

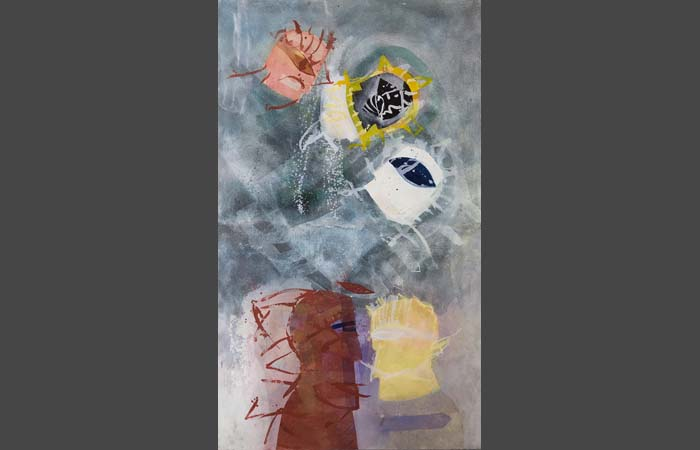
Ausstellung – Dem der Kopf oft anders will

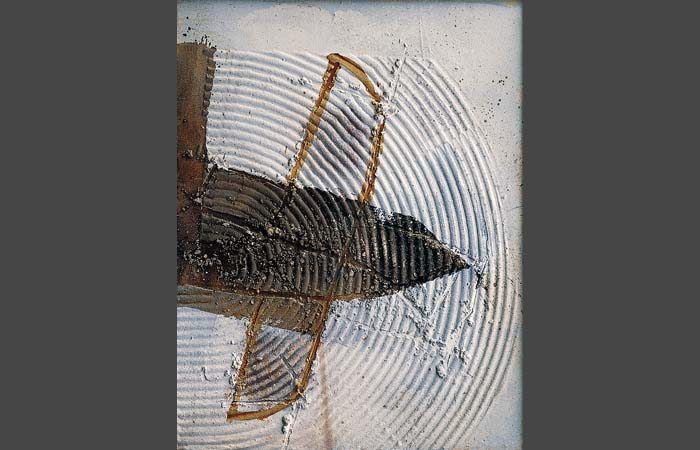
Ausstellung – Der magnetische Begleiter – Schatten

Seine erste größere Einzelausstellung wurde 1975 von der Galerie Heseler in München organisiert. International hat Holderied in den Jahren 1987 und 1989 u. a. bei Stephen Haller Gallery in New York, 1990 und 1991 bei Lloyd Shin Gallery in Chicago, 1991 bei Victor Fischer Galleries in San Francisco und 1995 bei Lloyd Shin Gallery und Soomock Gallery in Seoul ausgestellt.

## Weitere Ausstellungen der letzten Jahre
- 2020: VonderAlm, KunstMühle, Memmingen („Die Ufer liegen im Verborgenen“)
- 2018:
  - Galerie Alexander Schrott („Der hinterlegte Magnet zwischen Wurzeln und Wolken“)
  - Galerie im alten Gefängnis Freising – Kulturverein Modern Studio Freising e. V. („Das magnetische Spiel der hinterlegten Stimmen“)

- 2017:
  - Museum für Zeitgenössische Kunst, Ottobeuren („Gleichzeitig Zwischenwelten“)
  - Galerie Flughafen München -Terminal 2- („Eine Insel für die Zeit“)
- 2016:
  - Orangerie im Englischen Garten, München („Die andere Gleichzeitigkeit“)
  - Casa de Europa, San Miguel de Allende, Guanajuato, Mexiko: Dokumentation der Entstehung des Erdzeichens am Münchner Flughafen („Eine Insel für die Zeit“)

- 2013: Stadthalle Germering („Erdiges und Leichtes“)
- 2012: Oberste Baubehörde, München („… von Zeichen und Spuren…“)
- 2011: Upstairs Gallery, Oldenburg („Der magnetische Begleiter Schatten“)
- 2010: Galerie Gunzenhauser, München
- 2010: Galerie Neuendorf, Memmingen[1]
- 2010: Münchner Künstlerhaus („Das stille Spiel der Schatten“)
- 2009: Landkreisgalerie auf Schloss Neuburg am Inn („Das verborgene Licht“)
- 2008: Kronacher Kunstverein e.V., Stadt Kronach („… Zeitfelder …“)[2]
- 2004: Galerie der Bayern LB, München („Das Gewicht der Zeichen“)
- 2003: Landesmuseum Natur und Mensch, Oldenburg („In die Erde gezeichnet“)
- 1992: Palais Preysing, Vereinsbank München
- 1990: Galerie Michael Schultz, Berlin
- 1981: Kunstkreis Kaufbeuren
- 1981: Kunstverein Kronach
- 1975: Städtische Galerie im Lenbachhaus, Kunstforum München

## Land-Art

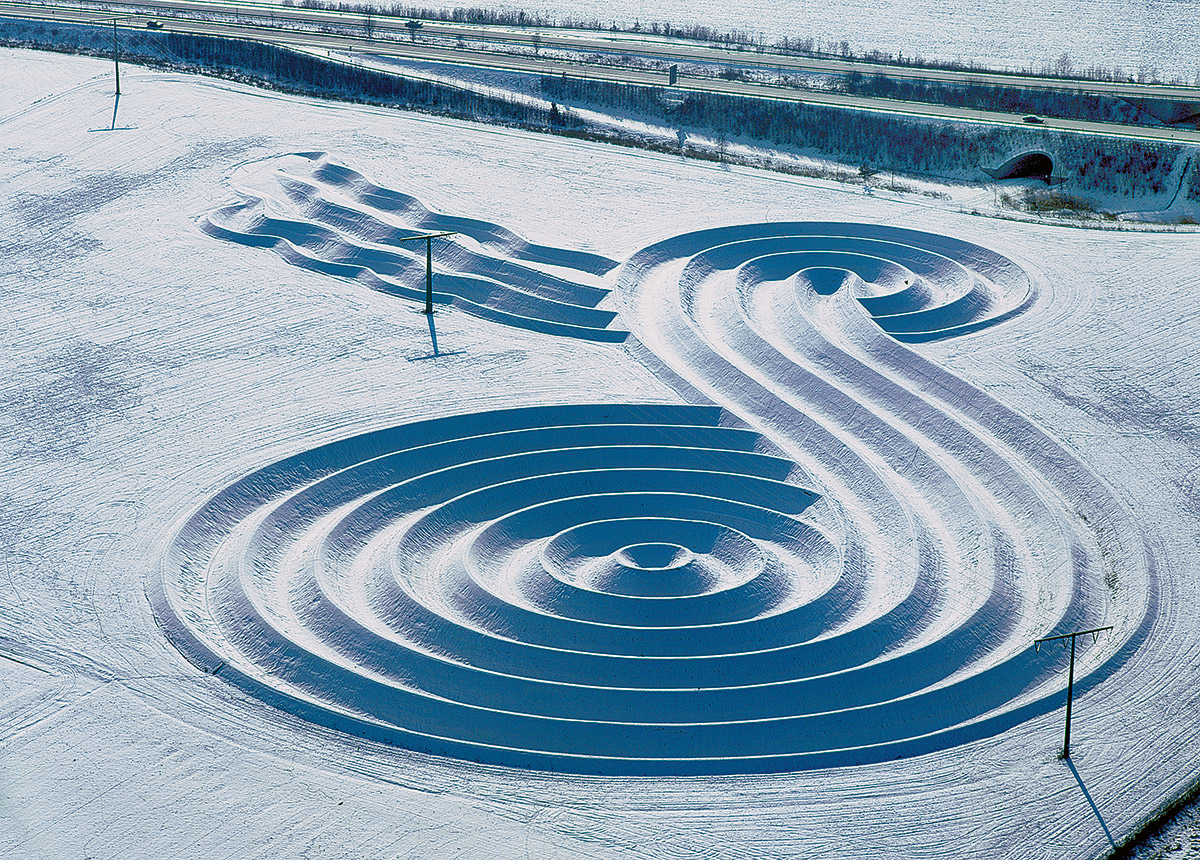
Landart – Erdzeichen

In den Land-Art-Projekten realisierte Holderied das Erdzeichen „Eine Insel für die Zeit“ am Münchner Flughafen und das Steinzeichen „Der steinerne Magnet“ in Kronach.
Er plant das Mondzeichen „Die Wurzeln der Stille“ im Sinus Iridum der erdzugeneigten Seite des Mondes. Die von den Menschen dort hinterlassenen Spuren waren der Auslöser dafür, ein irdisches Zeichen für das Nichtfunktionale und Unbekannte auf dem Mond zu planen. Um es von der Erde aus erkennen zu können, ist für das Mondzeichen eine Ausdehnung von circa 125 × 60 Kilometern geplant.
In San Miguel de Allende, Guanajuato, Mexiko konnte Holderied das Sternenschiff „Ein Haus für das Licht der Sterne / Una casa para la luz des las estrellas“ realisieren.

## Skulpturen

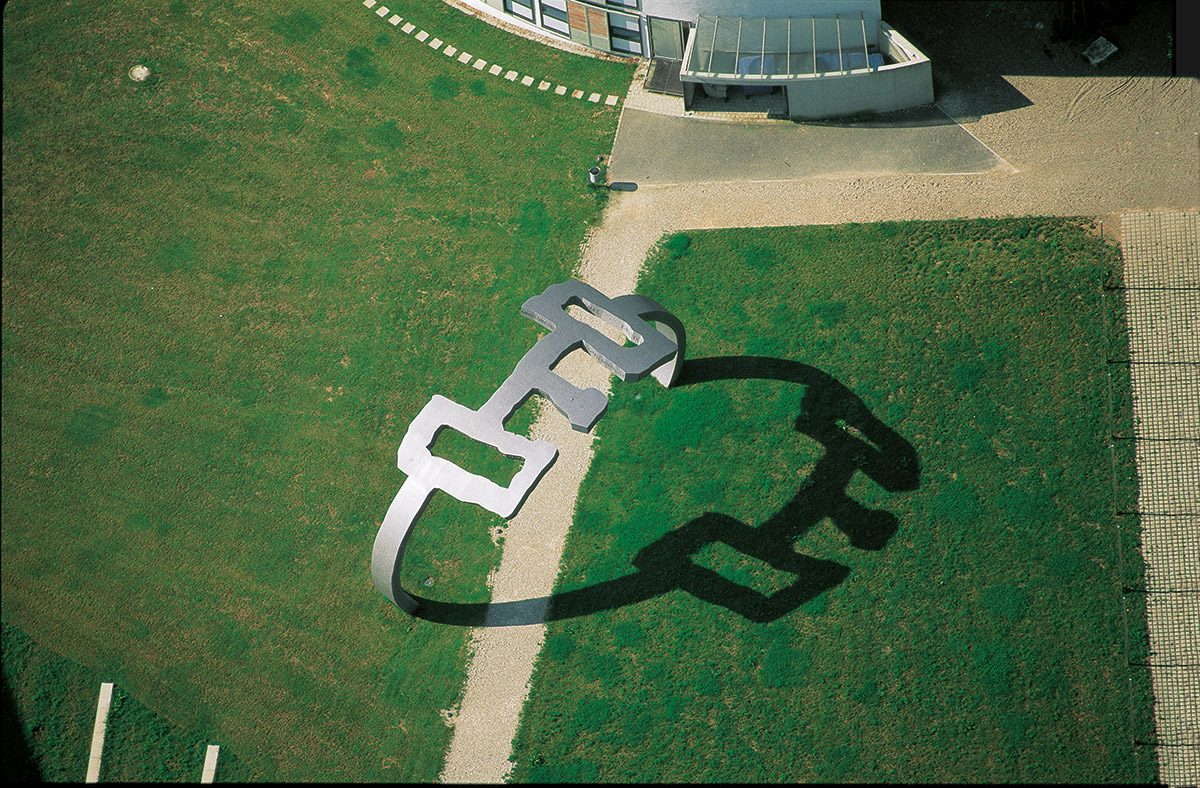
Skulptur – Tor des Windes

Holderied realisierte die Skulpturen wie „Das Tor des Windes“ in Lauingen a. d. Donau sowie „Die geduldigen Wurzeln“ in Memmingen und die Flugskulptur „Die geduldige Reise“ in München.

## Szenische Aktionen

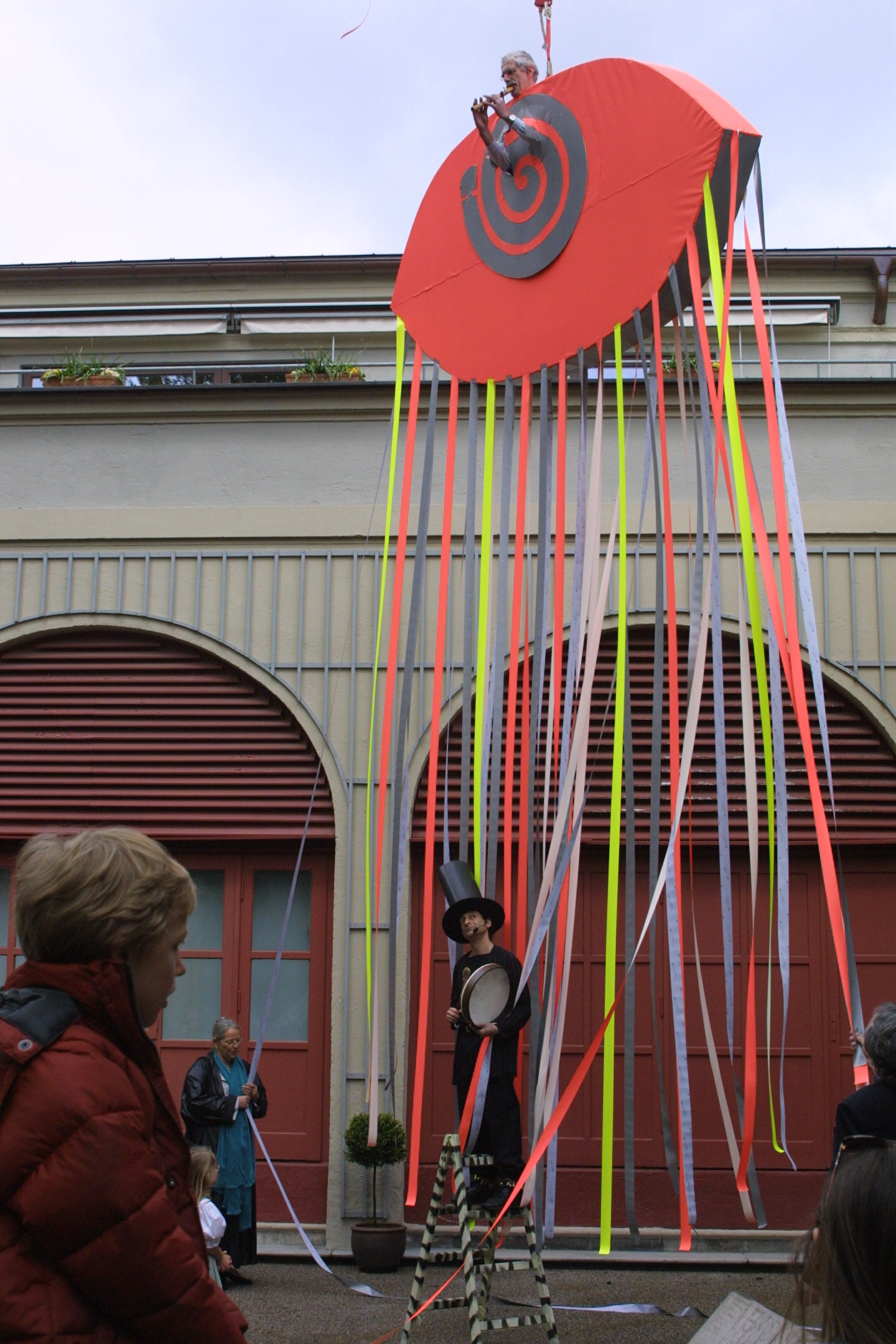
Szenische Aktion – Flötenspiel aus der Luft

Seit Ende der 1970er Jahre tritt Wilhelm Holderied in vielen szenischen Aktionen zu seinen Ausstellungen und Projekten selbst auf oder inszeniert sie. Zu seinen bekanntesten Darstellungen zählen das Flötenspiel aus der Höhe und das Tragen von Masken. Die Parallelität seiner Bilderwelten zwischen Realität und Schein ist Ausdruck seiner intensiven Suche nach dem Sinn unseres Seins.

## Grafik-Editionen
Seit 1970 erschienen insgesamt 8 Grafik-Editionen, mit denen er seine Land-Art und Skulpturen-Projekte begleitet. Besonders wichtig war es Holderied hierbei, Bildsprache mit Dichtersprache zu verbinden. So z. B. das bibliophile Druckwerk, „Mit Moos und Stein verschworen“, das er mit Gedichtpassagen des Dichters Wolf-Peter Schnetz unterlegte, wie auch die Grafik-Edition „Im Rhythmus der Wellen“ zum Wasserzeichenprojekt für den Flughafen Hannover-Langenhagen.

## Auszeichnungen
- 1982: Förderpreisträger der Stadt München
- 1998: Seerosenpreis der Landeshauptstadt München